# Фордж (футбольний клуб)
Фордж ФК (англ. Forge FC) — канадський професійний футбольний клуб із міста Гамільтон (Онтаріо), який змагається в канадській Прем’єр-лізі, вищому рівні канадського футболу. Домашні матчі клуб проводить на стадіоні «Тім Гортонс Філд». «Фордж ФК» приєднався до Канадської прем'єр-ліги у 2019 році як одна із семи перших команд ліги.